# Прогрес (Сіверськодонецький район)
Прогре́с (до 1920 — Бауергейм) — село в Україні, у Рубіжанській міській громаді Сіверськодонецького району Луганської області. Населення становить 44 осіб.

## Історія
7 (20) листопада 1917 року, відповідно до Третього Універсалу Української Центральної Ради, увійшло до складу Української Народної Республіки.  
Після червня 1941 року усі мешканці-німці протягом 1 доби були депортовані до Сибіру.

Німецька колонія Бауергейм нім. Bauerheim у радянський період — Містківський, Ново-Астраханський райони. На північ від Нової Астрахані (нині Гузіївка). Жителів: 255 — з них 235 німців станом на 1926 рік.